# Tridekanska kiselina
Tridekanska kiselina (tridecilinska kiselina, tridekanoinska kiselina) je zasićena masna kiselina sa ugljovodoničnim lancom dugim 13 ugljenika. Njena hemijska formula je . Ona je prisutna u mlečnim proizvodima.